# Veedersburg
Veedersburg és una població dels Estats Units a l'estat d'Indiana. Segons el cens del 2006 tenia 2.259 habitants.

## Demografia
Segons el cens del 2000, Veedersburg tenia 2.299 habitants, 921 habitatges, i 652 famílies. La densitat de població era de 326,3 habitants/km².
Dels 921 habitatges en un 35,3% hi vivien nens de menys de 18 anys, en un 56,1% hi vivien parelles casades, en un 9,7% dones solteres, i en un 29,2% no eren unitats familiars. En el 25,2% dels habitatges hi vivien persones soles el 13,2% de les quals corresponia a persones de 65 anys o més que vivien soles. El nombre mitjà de persones vivint en cada habitatge era de 2,5 i el nombre mitjà de persones que vivien en cada família era de 2,96.
Per edats la població es repartia de la següent manera: un 27,3% tenia menys de 18 anys, un 7,1% entre 18 i 24, un 27,8% entre 25 i 44, un 22,8% de 45 a 60 i un 15% 65 anys o més.
L'edat mediana era de 36 anys. Per cada 100 dones de 18 o més anys hi havia 92,8 homes.
La renda mediana per habitatge era de 35.944 $ i la renda mediana per família de 39.770 $. Els homes tenien una renda mediana de 31.315 $ mentre que les dones 21.285 $. La renda per capita de la població era de 17.435 $. Entorn del 9,3% de les famílies i el 10,9% de la població estaven per davall del llindar de pobresa.

## Poblacions més properes
El següent diagrama mostra les poblacions més properes.